# Boulevard Torbellino
Boulevard Torbellino es la primera secuela de la afamada telenovela juvenil Torbellino, estrenada a finales de 1997, producida por Iguana Producciones y emitida por Latina.

## Sinopsis
En un concurrido boulevard vinculado a las últimas tendencias y convertido en un punto habitual de reunión para los jóvenes, se desarrolla la historia de Mariana (interpretada por Vanessa Terkes) y Paty (Fiorella Cayo). Ambas, con apenas 16 años, disfrutan de una etapa marcada por la libertad y la despreocupación propia de la adolescencia. Sin embargo, su realidad da un giro inesperado cuando comienzan a atravesar experiencias que las enfrentan prematuramente con los desafíos de la vida adulta, obligándolas a dejar atrás la inocencia de su niñez.
A partir de entonces, se ven inmersas en un entorno desconocido y complejo, lleno de situaciones que nunca imaginaron. Entre ellas, deben afrontar decisiones impuestas, como el ingreso forzoso a un internado como medida disciplinaria, así como también dificultades económicas que las empujan a competir, esforzarse y adaptarse a nuevas responsabilidades. En medio de este proceso de maduración, un tema se mantiene como eje central en sus vidas: el descubrimiento del amor y todo lo que ello implica.

## Reparto
- Claudia Berninzon – Karen Mollinari
- Alejandro Delgado – Leonardo Moreno
- Bárbara Cayo – Marisol Campoverde Martel
- Maricielo Effio – Ana Cecilia Revilla
- Fiorella Cayo – Patricia Campoverde Martel
- Santiago Magill – Germán Arrese
- Yvonne Frayssinet – Laura de Campoverde
- Julián Legaspi – Carlo Del Campo
- Marco Zunino – Fabricio Cerna
- Vanessa Terkes – Mariana Carrillo
- Marisela Puicón – Alicia Medrano
- Daniela Sarfati – Lucia Béjar
- Marcelo Oxenford – Antonio
- María Eugenia D'Angelo – Lucerito
- Erika Villalobos – María Páez
- Gian Piero Díaz – Ricardo
- Gabriel Calvo – Roberto Páez Segura
- Carlos Thornton – Gastón Peñaranda
- Diego La Hoz – Juani
- László Kovács – Sergio

- Noemí del Castillo – Ramona Cruz La Anaconda
- Fátima Saldonid – Bernarda
- Cecilia Brozovich[3]
- Joaquín de Orbegoso
- Renzo Schuller
- Jesús Delaveaux
- Saskia Bernaola
- Milene Vásquez
- Ramsay Ross
- Tania Helfgot
- Omar Costella
- Enrique Urrutia
- Vittorio Caricchio

## Producciones relacionadas
- Torbellino (1997)
- Torbellino, 20 años después (2018)